# Chapelle-Royale
Chapelle-Royale és un municipi francès, situat al departament de l'Eure i Loir i a la regió de Centre – Vall del Loira. L'any 2007 tenia 360 habitants.

## Demografia

### Població
El 2007 la població de fet de Chapelle-Royale era de 360 persones. Hi havia 160 famílies, de les quals 48 eren unipersonals (8 homes vivint sols i 40 dones vivint soles), 72 parelles sense fills, 32 parelles amb fills i 8 famílies monoparentals amb fills.
La població ha evolucionat segons el següent gràfic:
Habitants censats

### Habitatges
El 2007 hi havia 219 habitatges, 157 eren l'habitatge principal de la família, 54 eren segones residències i 8 estaven desocupats. Tots els 219 habitatges eren cases. Dels 157 habitatges principals, 125 estaven ocupats pels seus propietaris i 32 estaven llogats i ocupats pels llogaters; 1 tenia una cambra, 13 en tenien dues, 36 en tenien tres, 41 en tenien quatre i 66 en tenien cinc o més. 132 habitatges disposaven pel capbaix d'una plaça de pàrquing. A 84 habitatges hi havia un automòbil i a 55 n'hi havia dos o més.

### Piràmide de població
La piràmide de població per edats i sexe el 2009 era:
| Homes | Edats   | Dones |
| ----- | ------- | ----- |
| 0     | 95 o +  | 0     |
| 0     | 90 a 94 | 0     |
| 12    | 85 a 89 | 12    |
| 8     | 80 a 84 | 4     |
| 4     | 75 a 79 | 8     |
| 4     | 70 a 74 | 16    |
| 16    | 65 a 69 | 12    |
| 16    | 60 a 64 | 16    |
| 8     | 55 a 59 | 8     |
| 16    | 50 a 54 | 4     |
| 12    | 45 a 49 | 8     |
| 12    | 40 a 44 | 8     |
| 8     | 35 a 39 | 12    |
| 0     | 30 a 34 | 16    |
| 8     | 25 a 29 | 0     |
| 12    | 20 a 24 | 4     |
| 8     | 15 a 19 | 12    |
| 16    | 10 a 14 | 16    |
| 0     | 5 a 9   | 12    |
| 4     | 0 a 4   | 12    |

## Economia
El 2007 la població en edat de treballar era de 213 persones, 141 eren actives i 72 eren inactives. De les 141 persones actives 128 estaven ocupades (76 homes i 52 dones) i 13 estaven aturades (2 homes i 11 dones). De les 72 persones inactives 29 estaven jubilades, 14 estaven estudiant i 29 estaven classificades com a «altres inactius».

### Ingressos
El 2009 a Chapelle-Royale hi havia 156 unitats fiscals que integraven 345,5 persones, la mediana anual d'ingressos fiscals per persona era de 15.000 €.

### Activitats econòmiques
Dels 12 establiments que hi havia el 2007, 1 era d'una empresa alimentària, 1 d'una empresa de fabricació de material elèctric, 1 d'una empresa de fabricació d'altres productes industrials, 5 d'empreses de construcció, 2 d'empreses de comerç i reparació d'automòbils, 1 d'una empresa de serveis i 1 d'una entitat de l'administració pública.
Dels 6 establiments de servei als particulars que hi havia el 2009, 1 era un taller de reparació d'automòbils i de material agrícola, 2 paletes, 1 guixaire pintor, 1 fusteria i 1 lampisteria.
L'any 2000 a Chapelle-Royale hi havia 14 explotacions agrícoles.

## Poblacions més properes
El següent diagrama mostra les poblacions més properes.